# Apparizione della Vergine a san Bernardo (Filippino Lippi)

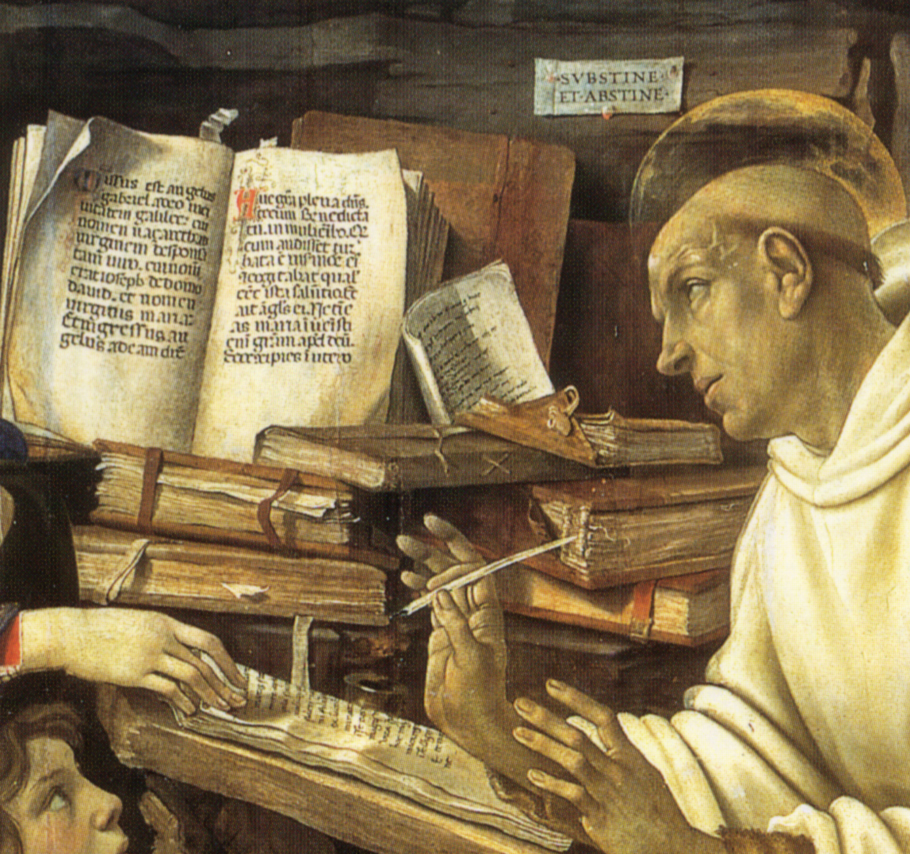
Dettaglio

L'Apparizione della Vergine a san Bernardo è un dipinto olio su tavola (210x195 cm) di Filippino Lippi, databile al 1482-1486 circa e conservato nella Badia Fiorentina a Firenze.

## Storia
Il dipinto venne commissionato per la cappella di Francesco del Pugliese dal suo ultimogenito Piero, che è raffigurato nell'angolo inferiore destro in atteggiamento di preghiera. La primigenia collocazione dell'opera fu la cappella dei Del Pugliese nella chiesa del monastero delle Campora, fuori da Porta Romana, che venne danneggiata durante l'assedio di Firenze (1529-1530). Da allora il dipinto venne trasferito alla Badia.
Supino datò l'opera al 1482 circa, due anni dopo la tradizionale attribuzione del 1480 basata su una notizia errata del Puccinelli. Anche Scharf confermò il 1482 e segnalò al 1486 la data della spesa per la cornice.

## Descrizione
Bernardo di Chiaravalle, allo studio su di un leggio improvvisato con assi e tronchi sullo sfondo di una roccia stratificata vivamente scheggiata, riceve l'apparizione della Vergine Maria accerchiata da quattro angeli, dalle espressioni vivamente animate. Ella sfoglia il libro su cui san Bernardo sta scrivendo omelie in suo onore. Alcuni studiosi hanno ipotizzato che nel volto della Madonna e degli angeli, siano effigiati la moglie e i figli del committente. Un cartiglio sulla roccia riporta un motto dello stoico del III secolo, Epitteto: Sustine et abstine ("Sostieni e rinuncia"), un motto che invita a sopportare le avversità della contingenza tratto dalla traduzione di Poliziano, in sintonia con gli scritti di san Bernardo. Alle spalle del santo appare un diavolo (affiancato da simboli sinistri come il gufo), che sta rintanato in un anfratto del terreno e morde rabbioso le sue catene: si tratta di un'allegoria dell'inno medioevale che celebrava la Vergine come liberatrice dell'umanità dalle catene del peccato.
Il dipinto ha per sfondo un paesaggio roccioso con un monastero, alcuni monaci e visioni fantastiche di colline e castelli che si perdono in lontananza sfumando nella foschia secondo le regole della prospettiva aerea.

## Stile

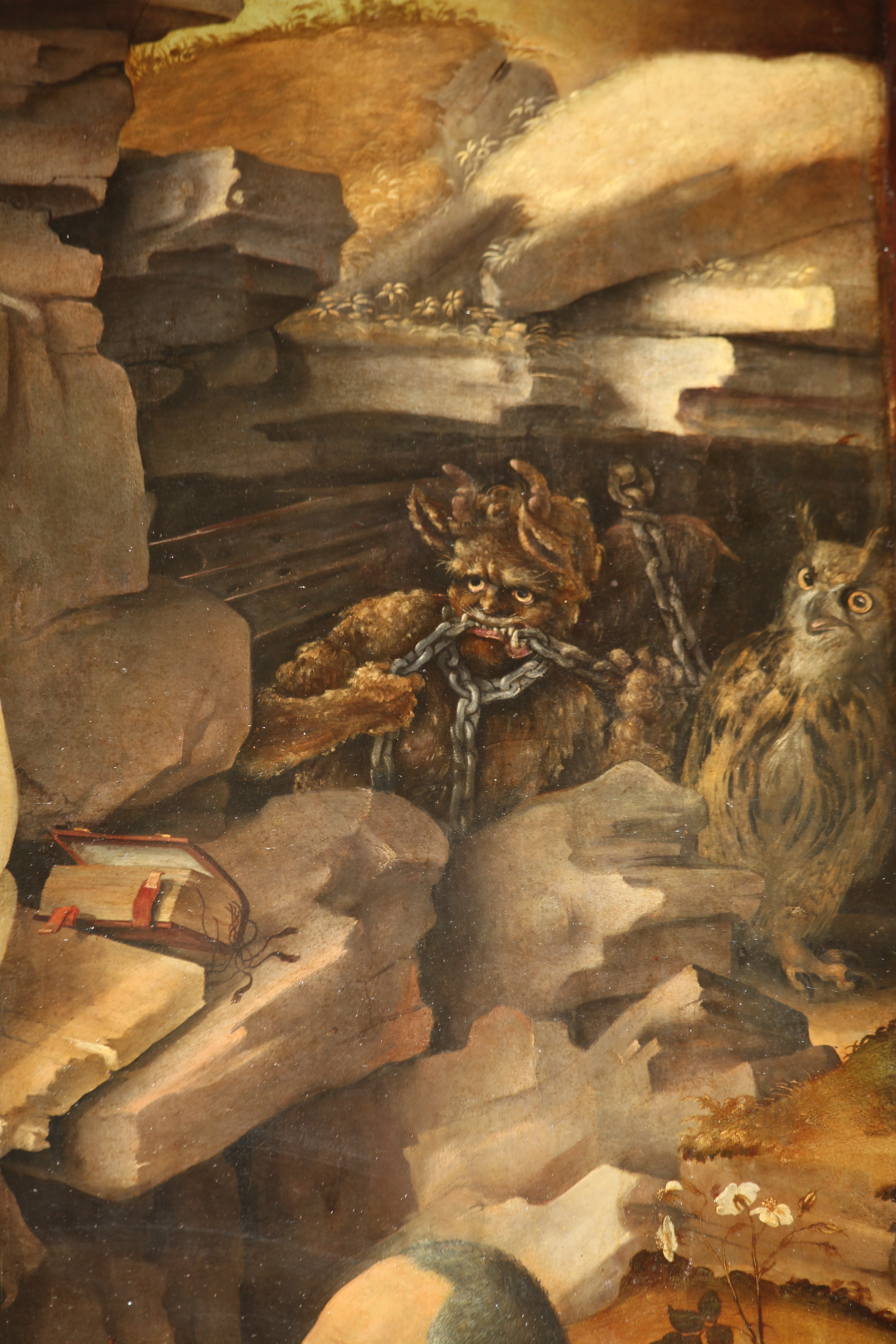
Dettaglio

Si tratta di uno dei dipinti più importanti del maestro, in funzione della potenza espressiva, del cromatismo acceso, e dell'attenzione ai dettagli, ispirati alla pittura fiamminga. Filippino, all'apice della carriera dopo l'apprendistato nella bottega di Botticelli e dopo il primo soggiorno romano, iniziò in questo periodo a caratterizzare le sue opere con un nuovo senso di movimento e un'inquietudine sempre maggiore, fino al culmine degli affreschi nella cappella Carafa a Roma e nella Cappella di Filippo Strozzi a Firenze. 
In questa tavola la composizione ha carattere irreale data sia dai moduli allungati delle figure, sia dalla scenario di rocce e tronchi fantasmagorici e quasi antropomorfi. L'equilibrio dell'arte laurenziana del primo Rinascimento, con la sua limpidezza e concretezza umana, sembra qui spezzarsi, in favore di arcaismi e disarmonie volute.
Filippino curò particolarmente la resa del paesaggio e dei dettagli naturali, con un uso della luce incidente e frammentaria, che varia aprendo improvvise zone assolate in contrasto con altre in ombra. Notevolmente originali sono le rapide e sicure pennellate chiare che ad esempio accentuano alcuni dettagli del tronco d'albero al centro. Ciò dà all'insieme un senso di dinamismo sfaccettato, che si propaga dal primo piano fino alle figure sullo sfondo.